# Hermann Kreutz
Hermann Kreutz (* 12. September 1931 in Büssow, Kreis Friedeberg/Neumark; † 14. Dezember 2021 in Bethel (Bielefeld)) war ein deutscher Kirchenmusiker, Kirchenmusikdirektor, Chorpädagoge und Dozent für Chorleitung.

## Künstlerische Entwicklung
Hermann Kreutz war ein Sohn des Pfarrers Ernst Kreutz und lebte von 1933 bis 1945 mit seiner Familie in Reetz (heute: Recz), wo sein Vater Pfarrer der damaligen Katharinenkirche (heute: Christuskirche) war. Nach der Vertreibung am Ende des Zweiten Weltkrieges, in dem sein Vater umkam, lebte er mit seiner Mutter und seinen Geschwistern bei Herford und besuchte eine Internatsschule in Petershagen. Hier übernahm er bald bereits als Schüler die Leitung des Madrigalchors der Schule. Nach dem absolvierten Abitur begann er ein Studium der Kirchenmusik an der Westfälischen Landeskirchenmusikschule in Herford bei Wilhelm Ehmann. Während seines Studiums war er als nebenberuflicher Organist und Chorleiter in (Löhne)-Obernbeck tätig.
Nach dem Abschluss des Kirchenmusikstudiums in Herford schloss er ein Studium der Chorleitung an der Nordwestdeutschen Musikakademie bei Kurt Thomas an. Im Jahr 1957 wurde er nach Gütersloh eingeladen, wo seine damalige Verlobte und spätere Ehefrau Elisabeth (geborene Wellmer) bereits als Organistin und Chorleiterin beschäftigt war. Hier sollte die Stelle eines Chorleiters besetzt werden, da der amtierende Kirchenmusiker Eduard Büchsel sich fortan vor allem dem Orgelspiel widmen wollte.

## Bachchor Gütersloh
Hermann Kreutz baute nach Antritt der Stelle in Gütersloh, wo bislang neben dem im Zerfall begriffenen Evangelischen Bachchor der Kirchenchor und ein Kinderchor existierten, die Chorarbeit an der Kirchengemeinde durch Gründung einer Choralsingschule (später: Gütersloher Singschule) und einer Jugendkantorei weiter aus.
In der Folge entwickelte er den Bachchor zu einem der bekanntesten westfälischen Chöre mit weitem überregionalen Bekanntheitsgrad. Im Jahr 1961 wurde der Chor in „Bachchor Gütersloh“ umbenannt. Ab 1964 wurden die Rundfunkgesellschaften aufmerksam, sowohl der WDR als auch NDR und SFB machten in der Folge zahlreiche Aufnahmen vor allem auch selten aufgeführter A-cappella-Werke verschiedener Komponisten. 1959 wurde mit dem Bachchor eine erste Single-Schallplatte eingespielt, im Jahr 1968 spielte er die erste Langspielplatte mit Bachchorälen ein, der bald weitere folgen sollten. Schwerpunkte der Chorarbeit bildeten neben den klassischen Chorwerken von Schütz, Bach, Brahms und anderen bekannten Komponisten die Erarbeitung neuer anspruchsvoller Chorwerke von Hugo Distler, Ernst Pepping, Johannes Driessler, Willy Burkhard, Frank Martin, Francis Poulenc sowie auch zahlreiche Uraufführungen von Werken des Gütersloher Komponisten Carl Theodor Hütterott. Unter anderem wurde in Zusammenarbeit mit dem WDR die erste Schallplatteneinspielung der Weihnachtsgeschichte von Ernst Pepping herausgebracht. Kreutz führte mit dem Bachchor Konzertreisen nach Belgien, Frankreich, Polen und Berlin durch.
Seit dem Mauerbau führte Hermann Kreutz den Bachchor regelmäßig über 30 Jahre hinweg in den Pfingsttagen zu Chorfahrten nach Berlin. Unter Ausschluss der Öffentlichkeit, am Rande der Legalität und unter abenteuerlichen Bedingungen wurde – zunächst einzeln oder in kleinen Gruppen "privat" – die Grenze überschritten, um dort Gottesdienste musikalisch mitzugestalten und durch die (illegale) Mitnahme von Chornoten und anderen Materialien die kirchenmusikalische Arbeit in den Ostberliner Gemeinden zu unterstützen. In Westberlin wurden Konzerte in der Gedächtniskirche und anderen Kirchen gegeben.
Im Jahr 1967 wurde Hermann Kreutz mit dem Bachchor Gütersloh zur Teilnahme an dem europäischen Chorfestival Europa cantat in Namur eingeladen, hier wurde gemeinsam mit dem Komponisten César Geoffray seine Messe einstudiert und aufgeführt. Seit 1970 gestaltete Hermann Kreutz mit dem Bachchor und dem WDR regelmäßig Offene Singen, die im WDR live übertragen wurden.

## Künstlerische Bedeutung
Ab dem Jahr 1958 leitete Kreutz eine jährliche Chorwoche des Kasseler Internationalen Arbeitskreises für Musik in der Bildungsstätte Bündheim in Bad Harzburg. Ab 1964 bildete sich aus Teilnehmern dieses Kreises ein eigener Chor, die Bündheimer Kantorei, der seitdem in monatlichen Chorwochenenden im Raum Hannover probte und Konzerte erarbeitete.
In der Werkgemeinschaft Musik des katholischen Bistums Münster leitete er von 1960 bis 1990 die Chorarbeit der Werkwoche Musik auf der Jugendburg Gemen, die jährlich im Herbst stattfindet.
1975 erhielt Hermann Kreutz den Ruf als Dozent für Chorleitung an die Musikhochschule Münster (Staatliche Hochschule für Musik Westfalen-Lippe, Abteilung Münster). Hier gründete er den Chor und den Kammerchor der Musikhochschule Münster. Aus dem Kammerchor ging später unter anderem das Gesangsensemble 6-Zylinder hervor. Mit dem Kammerchor und der Jugendkantorei Gütersloh trat Kreutz regelmäßig auf den Evangelischen Kirchentagen auf.
Im Jahr 1978 reiste Kreutz mit dem Westfälischen Vokalensemble, welches aus seinen Chören, dem Bachchor und der Jugendkantorei Gütersloh, der Bündheimer Kantorei, dem Kammerchor der Musikhochschule Münster sowie dem Kammerchor der Volkshochschule Münster bestand, auf eine Konzertreise nach Polen, auf welcher in Szczecin und Stargard Konzerte veranstaltet wurden. Außerdem erfolgte eine Einladung zum internationalen Chorfestival in Międzyzdroje, auf welchem ansonsten 17 Chöre aus allen Ostblockstaaten, aus England, Frankreich, Holland, Italien, Spanien und den USA teilnahmen. Dem Ensemble unter Leitung von Hermann Kreutz wurde auf dem Festival der erste Preis zugesprochen. Im Jahr 1986 erfolgte eine weitere Konzertreise nach Polen.
Im Jahr 1990 musste Hermann Kreutz aufgrund einer langwierigen Erkrankung seine Tätigkeit als Kirchenmusiker in Gütersloh aufgeben. Seit seiner Genesung und der Übersiedlung nach Münster führte er die Chorarbeit mit der Bündheimer Kantorei, dem Kammerchor der Musikhochschule Münster und dem Chor der Volkshochschule Münster weiter. Nach seinem Eintritt in den Ruhestand trennte sich der Kammerchor 1997 organisatorisch von der Musikhochschule und bestand bis ca. 2020 als „Kammerchor Münster“ als selbständiger Chor unter Leitung von Hermann Kreutz weiter. Jährlich wurden drei bis vier Konzertprogramme einstudiert und regelmäßig Konzertreisen vor allem nach Polen durchgeführt. Auf dem Chorfestival in Międzyzdroje erhielt Kreutz mit dem Kammerchor Münster 2007 einen Preis des Verbandes polnischer Chöre und Orchester für die beste Interpretation der Chorwerke des polnischen Komponisten Józef Świder.
Für seine Verdienste für die Chorarbeit und die Völkerverständigung wurde Hermann Kreutz 1997 mit der Verdienstmedaille der Stadt Gütersloh und 2015 mit dem Bundesverdienstkreuz am Bande geehrt.
Einer seiner Söhne ist der Pianist und Hochschullehrer an der Hochschule für Musik Detmold Peter Kreutz.

## Diskographie (Auswahl)
- Johann Sebastian Bach: Choräle (1968), als CD: Cantate C 57617, 1996
- Gioacchino Rossini: Petite Messe Solennelle (1976), 2022 als CD neu aufgelegt
- Lotte Backes: Der 24. Psalm (1976)
- Zoltán Kodály: Missa brevis / Frank Martin: Messe (1978)
- Karl Kaufhold: Duderstädter Orgelmesse (1979)
- Ernst Pepping: Die Weihnachtsgeschichte des Lukas (1981)
- Erwin Ernst Wilhelm Meier: Requiem (2009)